# Johann Heinrich Funcke
Johann Heinrich Funcke, auch Funke (* 1. März 1676 in Wolfenbüttel; † 1. Oktober 1722), war ein deutscher Jurist, braunschweig-lüneburgischer Klosterrat und Oberhofgerichtsassessor in Wolfenbüttel. Außerdem war er Amtsrat dreier Ämter im Herzogtum Braunschweig-Wolfenbüttel. Er ist der Stammvater der in den Adelsstand erhobenen Familie von Funcke.

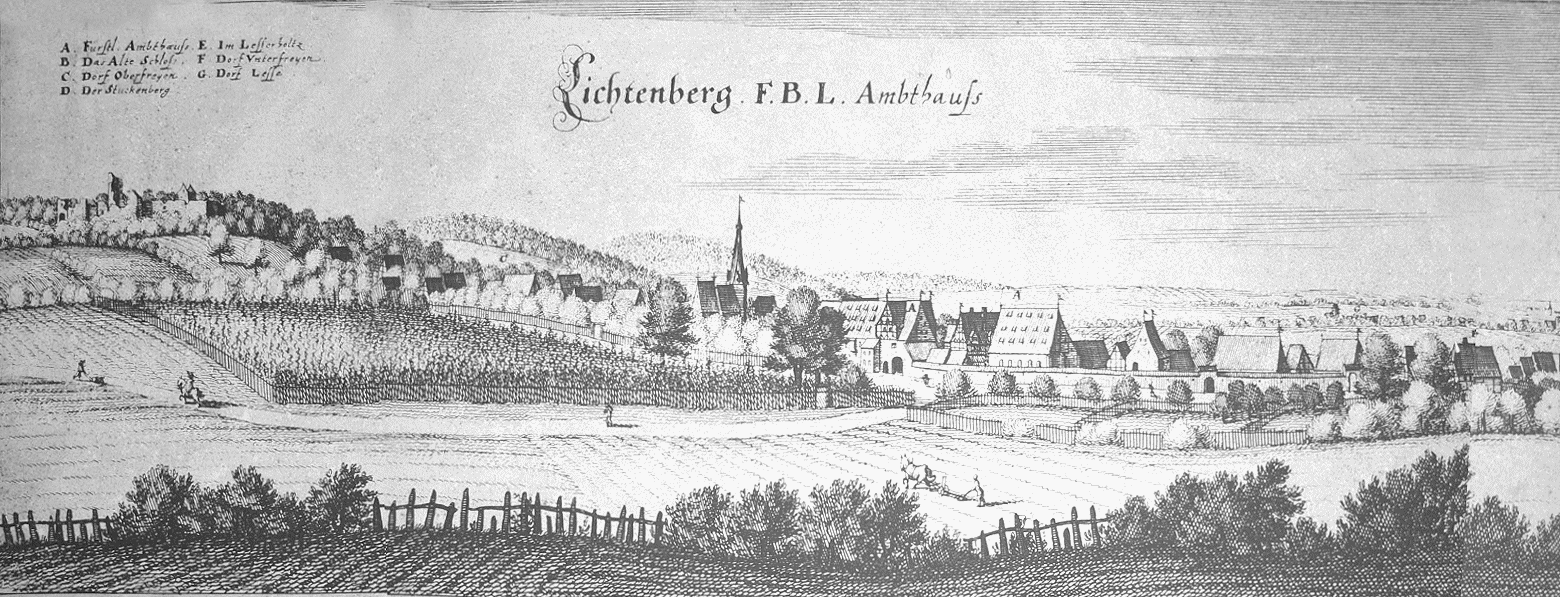
Dienstsitz Funckes in Lichtenberg

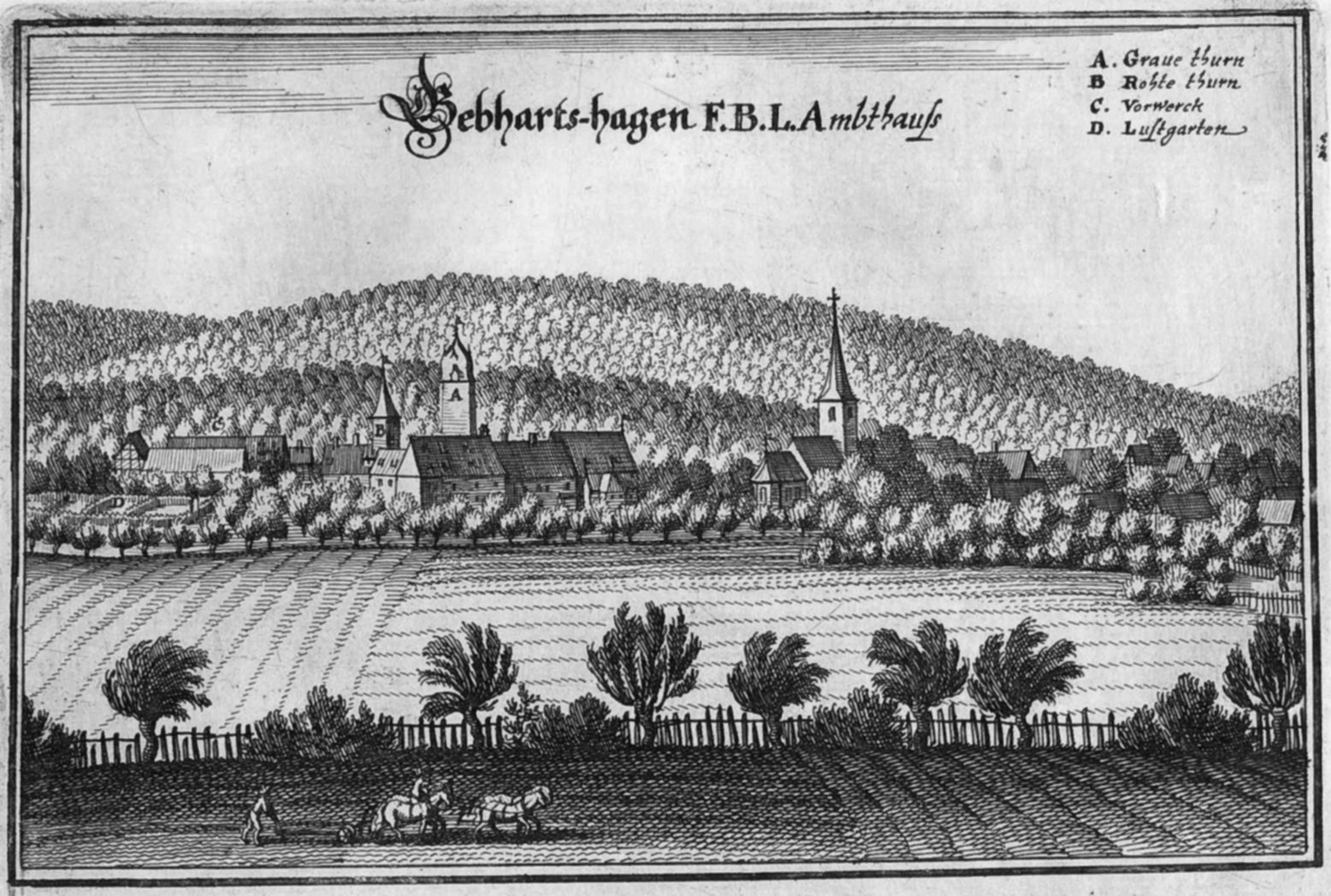
Dienstsitz Funckes in der Burg Gebhardshagen

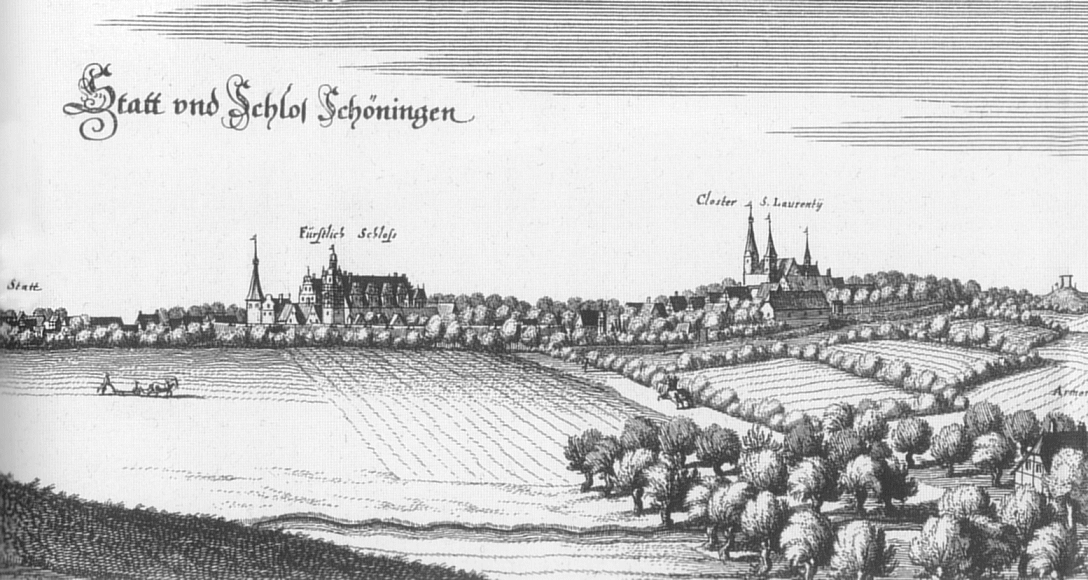
Dienstsitz Funckes im Schloss Schöningen

## Leben und Werk
Er war der Sohn der Bürgermeisters von Wolfenbüttel, Heinrich Funcke († 1714) und trat nach dem 1698 abgeschlossenen Studium der Rechtswissenschaften an der Universität Rostock in den Dienst der Herzöge von Braunschweig-Lüneburg-Wolfenbüttel. Zunächst wurde er als Amtsrat in den drei braunschweig-wolfenbüttelschen Ämtern Lichtenberg, Gebhardshagen und Schöningen eingesetzt. Gleichzeitig nahm er am braunschweigischen Hofgericht zu Wolffenbüttel die Funktion eines Assessors wahr.

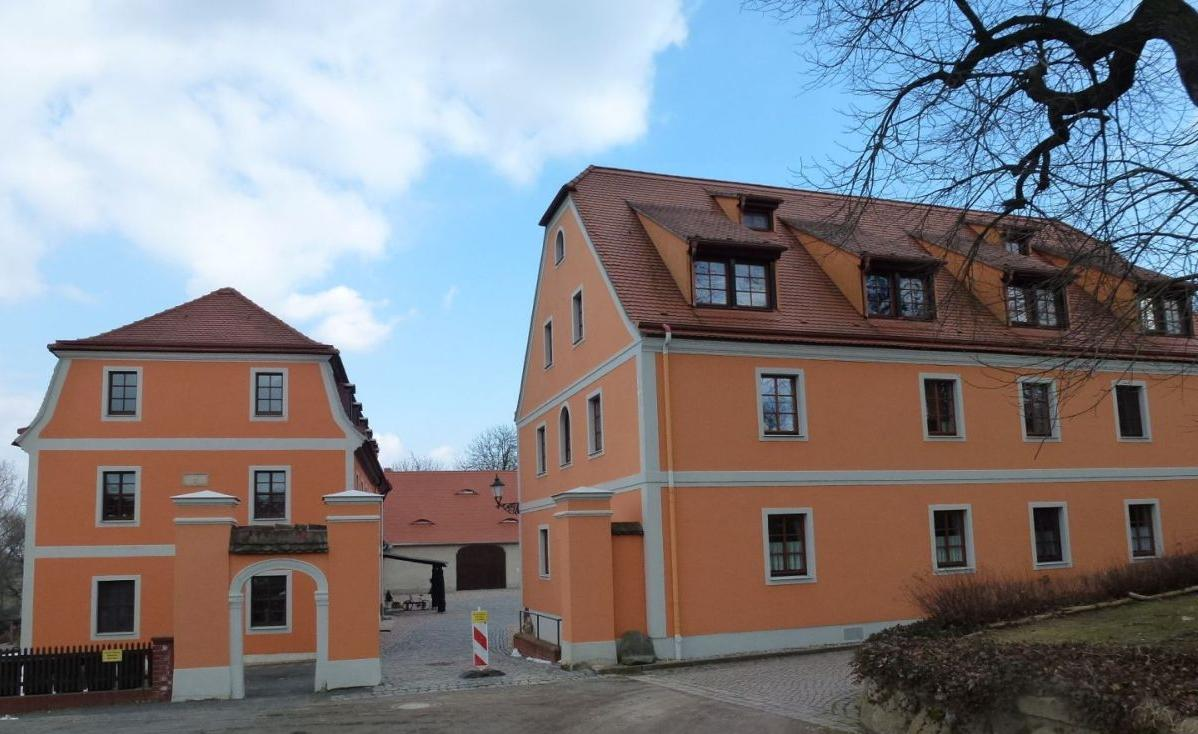
Rittergut Groitzsch, seit 1701 in seinem Besitz

1701 erwarb er von der Familie von Günterodt das im Kurfürstentum Sachsen im Amt Eilenburg gelegene Rittergut Groitzsch, dass nach erfolgten Um- und Erweiterungsbauten allmählich zu seinem Hauptwohnsitz wurde. Gleichzeitig übernahm er das Kirchen- und Schulpatronat und hatte durch den Besitz eines Erblehnrittergutes in Kursachsen die Möglichkeit zur Nobilitierung, von der seine drei Söhne später Gebrauch machten.
Noch als braunschweigischer Amtsrat und Wolfenbütteler Gerichtsassessor heiratete er am 5. August 1706 auf Schloss Schöningen Anna Elisabeth geborene Lohse. Sie war die Tochter des dortigen königlich-preußischen Landrates Daniel Lohse (Loß) Seine Ehefrau starb im folgenden Jahr im Kindbett. Funcke heiratete daraufhin ein zweites Mal. Anna Maria Lohse war die Schwester seiner verstorbenen Ehefrau. Sie überlebte über 30 Jahre ihren Gatten und starb 1759 auf dem Rittergut Groitzsch.
Nach seiner Zeit als Amtsrat war Funcke als braunschweig-lüneburgischer Klosterrat tätig. Nach nur wenigen Jahren quittierte er seinen Dienst für die braunschweigischen Herzöge, um sich mit der Familie dauerhaft auf dem Rittergut Groitzsch in Kursachsen niederzulassen. Die Funktion des braunschweigischen Hof- und Klosterrats übernahm sein mittlerer Sohn Karl August Funcke, der auch das Rittergut Groitzsch nach Abstimmung mit seinen Brüdern übernahm.

## Nobilitierungen seiner drei Söhne
- Ferdinand Wilhelm von Funcke (1707–1784), am 20. Oktober 1732 in Wien durch den Kaiser
- Karl August von Funcke (1710–1776), am 9. Juli 1763 in Wien durch den Kaiser
- Johann Ferdinand August von Funcke (1713–1777), während des Reichsvikariats am 22. Januar 1742 durch Friedrich August II. von Sachsen